# Aéroport d'Ancône-Falconara
L’aéroport d’Ancône-Falconara (code IATA : AOI • code OACI : LIPY) est un aéroport situé à 12 km d’Ancône, dans les Marches, en Italie. Il est géré par la Aerdorica S.p.A.
L’aéroport est également connu sous le nom d’aéroport Raffaello Sanzio, en hommage au peintre Raphaël.

## Situation

### Carte des aéroports en Italie
| \| 100 km1:7 506 000 \| Abruzzes Alghero Ancône Bari Bergame Bologne Bolzano Brescia Brindisi Cagliari Catane Comiso Grosseto Coni Elbe Florence Foggia Gênes Lamezia Terme Lampedusa Milan L. Milan M. Naples Olbia Palerme Pantelleria Parme Pérouse Pise Reggio de Calabre Rimini Rome C. Rome F. Salerne Trapani Trévise Trieste Turin Venise Vérone |
| 100 km1:7 506 000 |

## Statistiques
Pour des raisons techniques, il est temporairement impossible d'afficher le graphique qui aurait dû être présenté ici.

Voir la requête brute et les sources sur Wikidata.

## Compagnies et destinations
| Compagnies | Destinations                                                                                 |
| ---------- | -------------------------------------------------------------------------------------------- |
| Albawings  | Tirana                                                                                       |
| easyJet    | Londres-Gatwick                                                                              |
| Lufthansa  | Munich-F. J. Strauß                                                                          |
| Ryanair    | Charleroi Bruxelles-Sud, Londres-Stansted En saison : Cracovie-Jean-Paul II, Weeze           |
| Volotea    | Catane-Fontanarossa, Palerme Falcone-Borsellino En saison : Olbia-Costa Smeralda, Paris-Orly |
| Wizz Air   | Bucarest-H. Coandă, Tirana                                                                   |

Actualisé le 15/01/2023